# 목동고등학교
목동고등학교(木洞高等學校)는 대한민국 서울특별시 양천구 신정동에 위치한 사립 고등학교이다.

## 학교 연혁
- 1988년 12월 30일 : 교사 준공 (지하 1층, 지상 4층, 1동)
- 1989년 12월 8일 : 양천여자고등학교 설립 인가 (학년당 7학급)
- 1990년 3월 1일 : 초대 이상수 교장 취임
- 1990년 3월 2일 : 양천여자고등학교 제1회 입학식 (7학급 379명)
- 1992년 10월 8일 : 도서관 및 강당 준공 (지하 1층, 지상 4층)
- 1993년 2월 10일 : 제1회 졸업식 (7학급 375명)
- 2005년 3월 1일 : 목동고등학교로 교명 변경
- 2019년 3월 4일 : 교육부지정 ‘고교학점제 연구·선도학교’
- 2020년 3월 1일 : 제8대 임종배 교장 취임
- 2022년 1월 6일 : 제30회 졸업식 (15학급 379명)
- 2022년 3월 2일 : 제33회 입학식 (14학급 373명)

## 참고 자료
- 목동고등학교 - 한국교육학술정보원 학교알리미